# هنرهای زیبا
هنرهای زیبا (به انگلیسی: Fine art) هنرهایی است که تنها به دلایل زیبایی‌شناسی و کمتر با توجه به کارکرد یا پایداری‌شان خلق شده‌اند. به عبارتی نه به خاطر چیزی دیگر، بلکه به خاطر خودشان به وجود آمده‌اند؛ مانند: نقاشی، مجسمه‌سازی، موسیقی.
در سنت‌های آکادمیک اروپایی، هنرهای زیبا عمدتاً برای زیبایی‌شناسی یا زیبایی ایجاد می‌شوند و آن را از هنر تزئینی یا هنر کاربردی متمایز می‌کند، که همچنین باید برخی از عملکردهای عملی را شامل شود، مانند سفالگری یا فلزکاری. در تئوری‌های زیبایی‌شناسی که در رنسانس ایتالیا ایجاد شد، بالاترین هنر آن چیزی بود که امکان بیان و نمایش کامل تخیل هنرمند را فراهم می‌کرد، بدون هیچ‌یک از ملاحظات عملی درگیر مثلاً ساختن و تزئین قوری. همچنین این مهم تلقی می‌شد که برای ساخت اثر هنری نیاز به افراد متخصص و گوناگون با مهارت‌های تخصصی نیست، به‌عنوان مثال، ممکن است با یک قطعه مبلمان یک اثر به وجود بیاید. حتی در هنرهای زیبا، سلسله مراتبی از ژانرها بر اساس میزان تخیل خلاق مورد نیاز بود، با تاریخ نقاشی که بالاتر از طبیعت بی جان قرار می‌گرفت.
یکی از تعاریف هنرهای زیبا این است که «این در زمره هنرهای تجسمی در نظر گرفته می‌شود که اساساً برای اهداف زیبایی‌شناختی و فکری ایجاد شده‌است و به دلیل زیبایی و معنادار بودن آن، به‌ویژه، نقاشی، مجسمه‌سازی، طراحی، آبرنگ، گرافیک و معماری مورد قضاوت قرار می‌گیرد». (و اکنون در هنر عکاسی هم مورد توجه است). تفاوت‌های مفهومی بین هنرهای زیبا و هنرهای تزئینی یا هنرهای کاربردی وجود دارد (این دو اصطلاح عمدتاً رسانه‌های مشابهی را پوشش می‌دهند). تا آنجا که به مصرف‌کننده هنر مربوط می‌شود، ادراک کیفیت‌های زیبایی‌شناختی مستلزم قضاوت دقیقی بود که معمولاً از آن به عنوان داشتن ذوق خوب یاد می‌شود، که هنر زیبا را از هنر و سرگرمی رایج متمایز می‌کرد.
واژه "Fine" با ترجمه فارسی زیبایی، چندان نشان دهنده کیفیت اثر هنری مورد بحث نیست، بلکه نشان دهنده خلوص رشته طبق قوانین سنتی اروپای غربی است. به جز در مورد معماری، که در آن کاربرد عملی پذیرفته شده بود، این تعریف در اصل هنرهای کاربردی یا تزئینی «useful» (مفید) و محصولاتی را که به عنوان صنایع دستی تلقی می‌شدند را حذف می‌کرد. در عصر معاصر، این تمایزات و محدودیت‌ها اساساً بی‌معنی شده‌اند، زیرا به مفهوم یا نیت هنرمند، بدون توجه به ابزار و رسانه‌ای که از طریق آن بیان می‌کند، اولویت داده می‌شود.

## هنرهای دوبعدی

### نقاشی

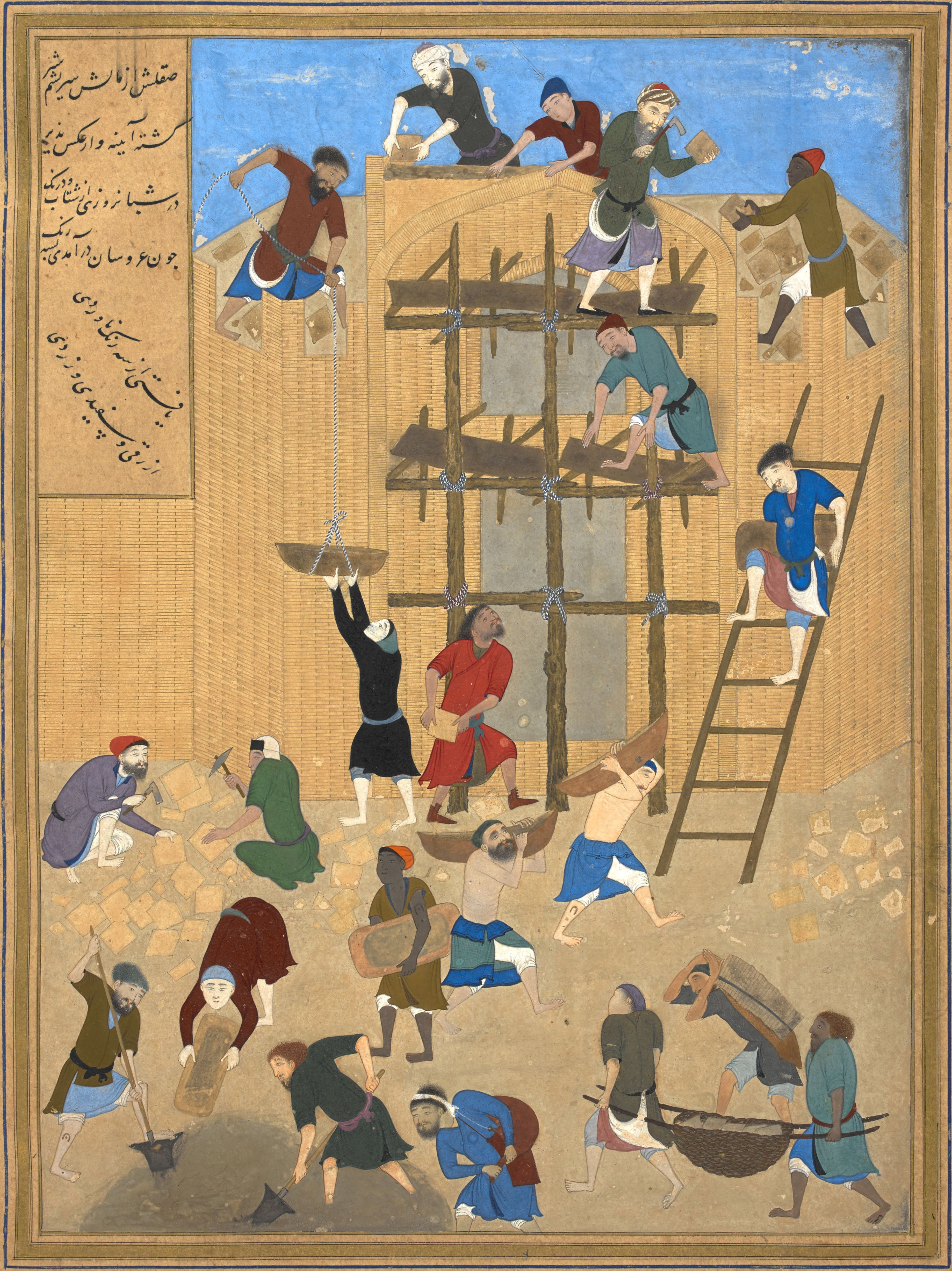

نقاشی یا نگارگری فرآیندی است که طی آن رنگ بر روی یک سطح مانند کاغذ یا بوم ایجاد نقش می‌کند؛ همچنین به اثری که در این فرایند خلق می‌شود نیز نقاشی می‌گویند و فردی که این فرایند توسط او انجام می‌گیرد نقاش نام دارد، به‌خصوص زمانی که نقاشی حرفهٔ شخص باشد.

### تصویرسازی

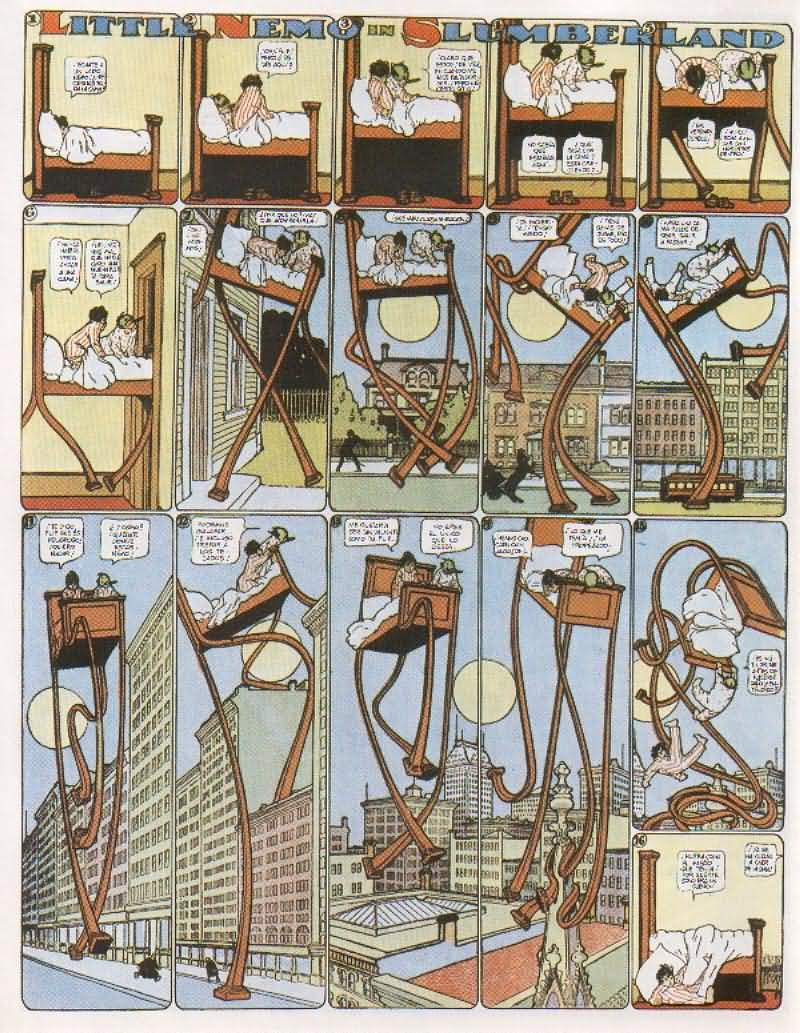

تصویرسازی یا تصویرگری به نوعی از طراحی گفته می‌شود که به بیان تصویری و ایجاد فرم بصری برای القای صریح و ساده شدهٔ موضوعی خاص، مانند یک داستان، شعر یا مقاله‌ای در روزنامه و کتاب می‌پردازد.

### خوشنویسی

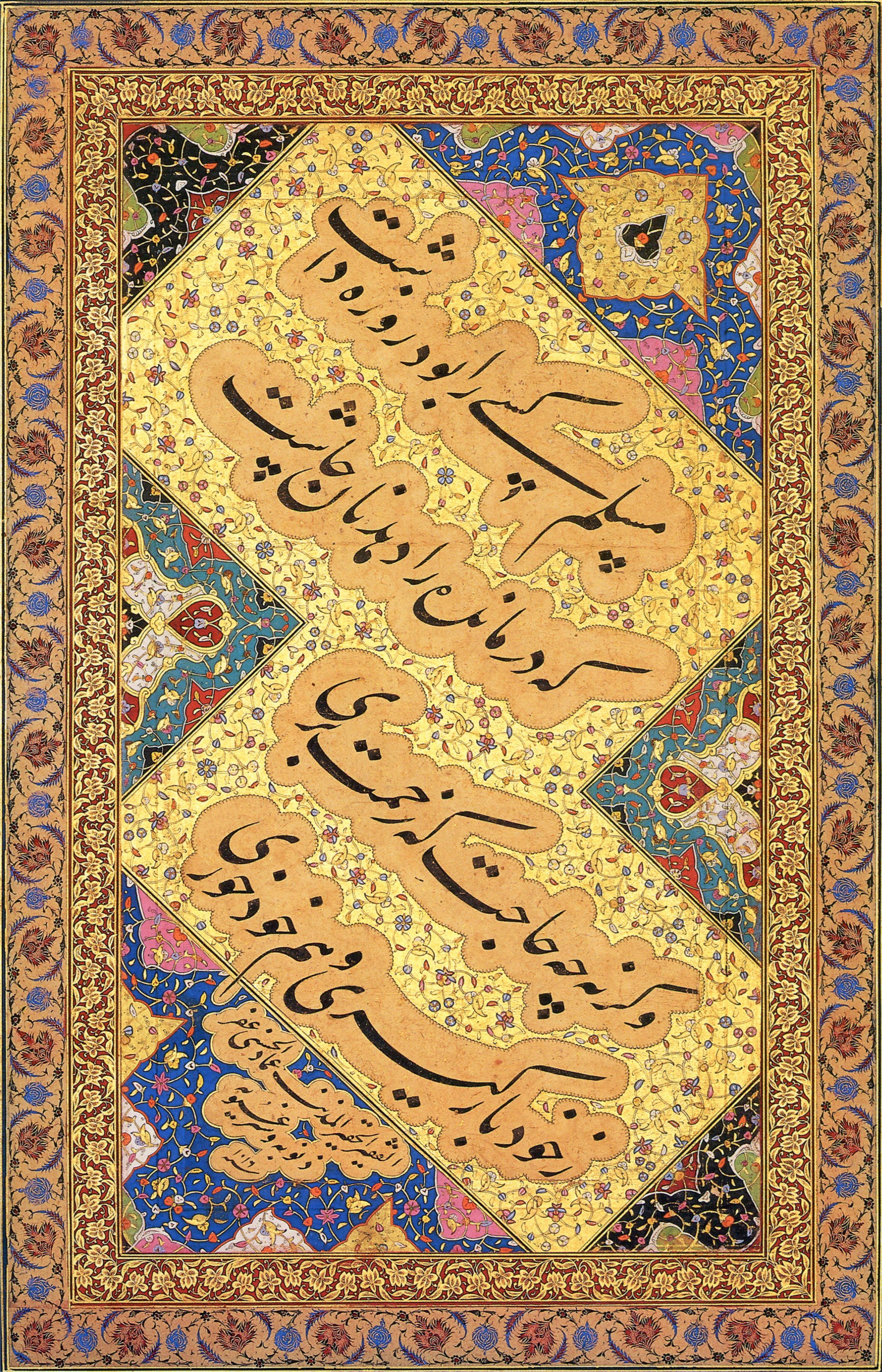

خوشنویسی به معنی زیبانویسی یا نوشتن همراه با خلق زیبایی است. گاهی درک خوشنویسی به عنوان یک هنر مشکل است. به نظر می‌رسد برای درک و لذت بردن از تجربه بصری خوشنویسی باید بدانیم خوشنویس افزون بر نگارش یک متن، سعی داشته اثری هنری با ارزش‌های زیبایی شناختی خلق کند.

### عکاسی

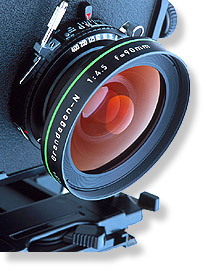

عکاسی یعنی ثبت و ایجاد یک تصویر؛ که در دو مرحله انجام می‌شود: نخست، به دست آوردن تصویر به وسیلهٔ دوربین و ثبت آن روی نگاتیو (فیلم) یا گیرنده تصویر الکترونیکی، و دوم، ظاهر کردن تصویر مخفی حاصل از دوربین عکاسی و پایدار کردن آن.

## تندیس‌گری (مجسمه‌سازی)
مجسمه‌سازی، تندیسگری یا پیکرتراشی هنر همگذاری یا ریخت دادن به اشیا است و ممکن است در هر اندازه یا با هر سازمایه‌ای (مصالحی) انجام گیرد.
به فرآورده‌های این هنر تندیس، پیکره یا مجسمه گفته می‌شود. هر پیکر سه بعدی که به منظور دارا بودن یک بیان هنری آفریده شده را می‌توان تندیس نامید.

## تئاتر (نمایش)

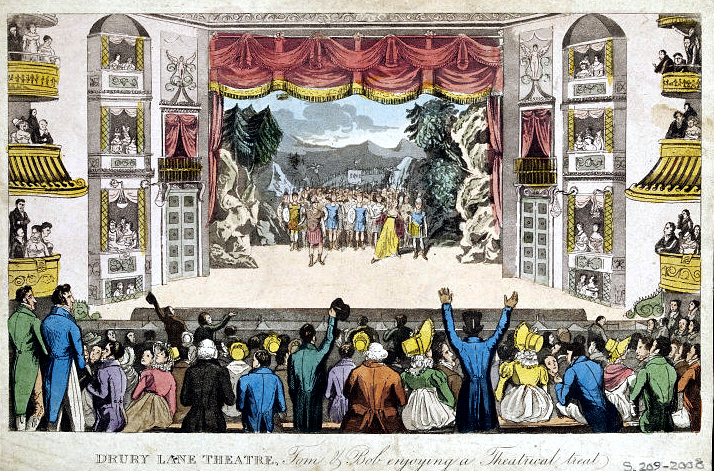

تئاتر یا نمایش شاخه‌ای از هنرهای نمایشی است که به نمایش داستان‌ها در برابر مخاطبان یا تماشاگران می‌پردازد. به جز سبک معیار گفتار داستانی، تئاتر گونه‌های دیگری نیز دارد مانند اپرا، باله، کابوکی، تعزیه، خیمه شب بازی و پانتومیم.

## سینما
سینما شاخه‌ای از هنر است که در آن یک داستان به وسیله دنباله‌ای از تصاویر متحرک (فیلم) نمایش داده می‌شود. یک اثر سینمایی که فیلم سینمایی نامیده می‌شود، از عناصر تصویر (به صورت مجموعه‌ای از فریم‌ها) و صدا (گفتگو، صدا و موسیقی) تشکیل شده‌است. یک فیلم بر اساس فیلم‌نامه یا سناریو و توسط مجموعه‌ای از بازیگرها، کارگردان، فیلم‌بردار و عوامل دیگر ساخته می‌شود. سینما جدیدترین شاخه هنر، معروف به هنر هفتم است که امروزه یکی از عمومی‌ترین و محبوب‌ترین تولیدات هنری را ارائه می‌کند.

## معماری

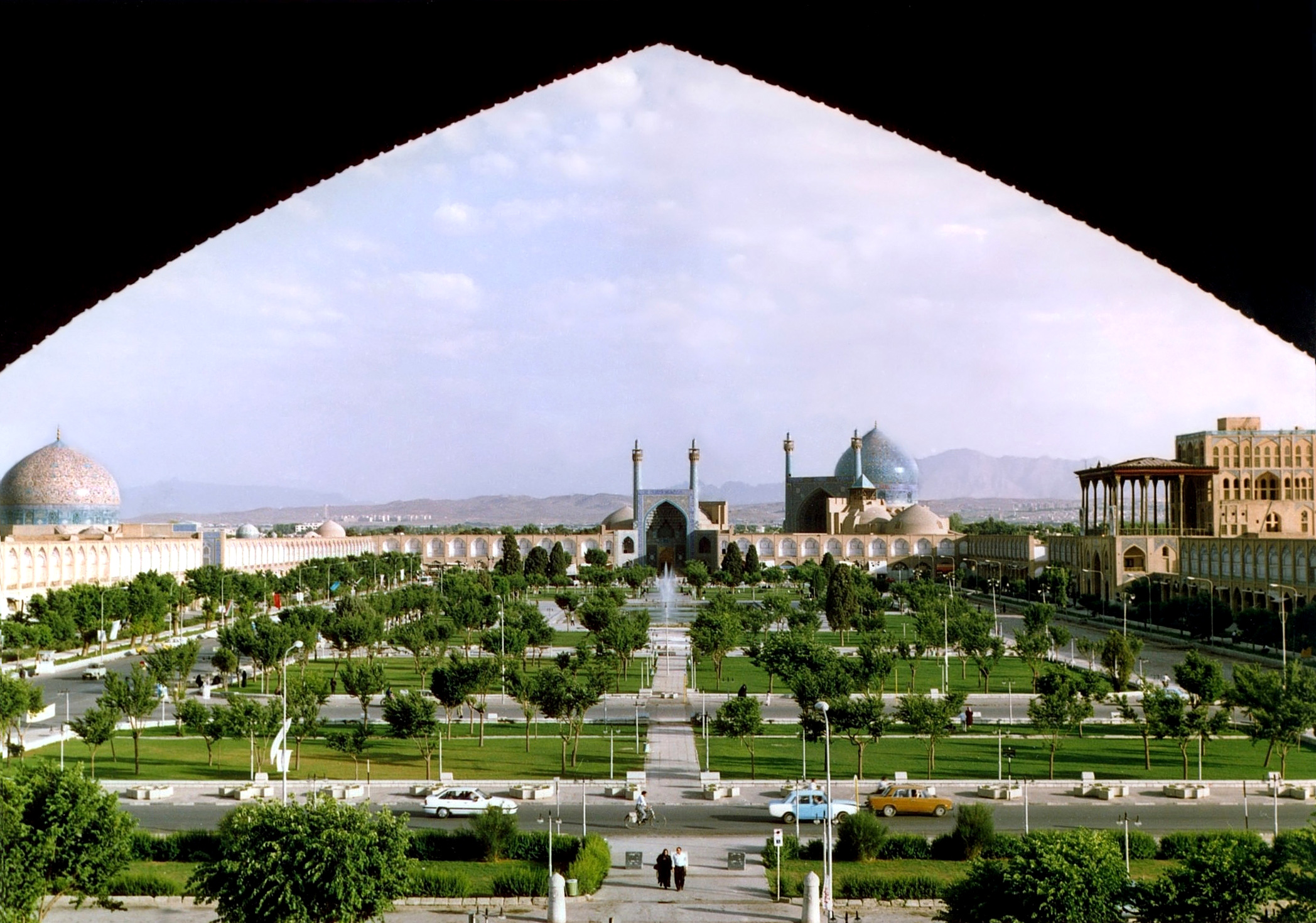

معماری هنر و فن طراحی و ساختن بناها برای پاسخ هماهنگ به نیازهای کارکردی و زیباشناسی است. از آنجا که همهٔ هنرها در قالب یک فضای معماری نمود می‌یابند، برخی معماری را مادر هنرهای زیبا به‌شمار می‌آورند.

## موسیقی

موسیقی بیان احساسات انسان است به وسیله اصوات. موسیقی هنری است دارای نوا و سکوت. ارائهٔ تعریف آکادمیک موسیقی موضوعی است که برای قرن‌ها مورد بحث و کشمکش صاحب نظران بوده‌است. همچنان هیچ تعریفی از موسیقی وجود ندارد که مورد قبول همهٔ اهل این هنر باشد. طبق یکی از پذیرفته‌شده‌ترین این تعاریف، موسیقی به اصواتی گفته می‌شود که آگاهانه تولید شوند.

## هنرهای مفهومی

Joseph Kosuth، یک و سه صندلی (۱۹۶۵)

هنر مفهومی (به انگلیسی: Conceptual art) گونه‌ای از هنرهای تجسمی است که در آن مفهوم یا ایدهٔ موجود در اثر، بر زیبایی‌شناسی معمول و مواد به‌کار رفته برای خلق آن اولویت دارد. در هنر مفهومی ایدهٔ با مفهوم مهم‌ترین جنبهٔ کار است.